# Motorola 96000
Los Motorola 96XXX (96000, 96K) conforman una familia de DSPs producidos por Motorola. Están basados en la serie 56000 y son compatibles a nivel software con estos, pero han sido actualizados para incluir unidades de coma flotante completamente de 32 bits.
Muchas de las características de diseño de los 96000 son similares a las de los 56000. Estos agrupan dos registros de 24 bits de tados y una extensión de 8 bits en un acumulador de 56 bits, mientras que los 96K agrupan tres registros de 32 bits en un acumulador de 96 bits.
A diferencia de los 56K, la "familia" 96000 consiste en un único modelo, el 96002. No tuvo tanta popularidad como los 56K, y sólo fue producido durante un corto período de tiempo. Hoy día sus funciones las realizan los productos basados en el StarCore.
- Datos: Q6918362
- Multimedia: Motorola DSP96000 / Q6918362